# I Refuse to Lose
"I Refuse to Lose" é uma canção gravada por James Brown. Lançada como single em 1976, alcançou o número 47 da parada R&B. também aparece no álbum Get Up Offa That Thing. Assim como fez com a canção Get Up Offa That Thing, Brown creditou a composição à sua esposa Diedre e suas filhas, Deanna e Yamma Brown, devido aos seus problemas com a IRS (receita federal americana) em pagar seus impostos.